# Guichenotia apetala
Guichenotia apetala är en malvaväxtart som beskrevs av Edward George. Guichenotia apetala ingår i släktet Guichenotia och familjen malvaväxter. Inga underarter finns listade i Catalogue of Life.